# Neringa Skadaitė
Neringa Skadaitė (Kaunas, 28 maggio 1992) è un'ex cestista lituana.

## Carriera
Con la Lituania ha disputato i Campionati europei del 2015.